# John Talbot (2e comte de Shrewsbury)
Pour les articles homonymes, voir John Talbot et Talbot (homonymie).
John Talbot (vers 1413 – 10 juillet 1460), 2e comte de Shrewsbury, 2e comte de Waterford, 8e baron Talbot, 11e baron Strange de Blackmere et 7e baron Furnivall, est un noble anglais. Il est le fils du célèbre connétable John Talbot.

## Biographie
John est adoubé en 1426 par le roi Henri VI. Élevé par sa mère Maud Neville, il voit peu son père John Talbot, qui combat en France dans les années 1420-1430. 
John est nommé par son père Lord Chancelier d'Irlande en 1445. Il doit céder ce poste au duc d'York en 1447. Son père est tué à la bataille de Castillon en 1453 et il devient ainsi comte de Shrewsbury.
Il combat pour la Maison d'York à St Albans en 1455, premier engagement de la Guerre des Deux Roses. Il est cependant conscient de la menace que pose le duc d'York et rallie les Lancastre conduits par la reine Marguerite d'Anjou. Bénéficiant de sa confiance, il est nommé Lord grand trésorier le 14 septembre 1456, peu après la fin du Protectorat du duc d'York. Il démissionne de ce poste en octobre 1458, après que les yorkistes aient ouvertement critiqué son incompétence. Après la défaite des yorkistes à la déroute de Ludford Bridge en octobre 1459, il participe activement au Parlement qui prive de leurs droits civiques le duc d'York et ses alliés. À la bataille de Northampton le 10 juillet 1460, il est découvert près du roi Henri VI par des soldats yorkistes et est battu à mort.
Sa femme Elizabeth Butler lui donne sept enfants. Son fils aîné John hérite de ses titres et sert avec fidélité la Maison d'York jusqu'à sa mort en 1473.